# Dos monjes
Dos monjes és una pel·lícula mexicana de drama fantàstic estrenada en 1934, dirigida per Juan Bustillo Oro i protagonitzada per Víctor Urruchúa i Carlos Villatoro.

## Sinopsi
En un monestir gòtic del segle dinou, un monjo malalt, el germà Javier, ha actuat amb emocions violentes. El prior, temerós que puguin estar posseït per esperits malignes, demana a un nou monjo, el germà Juan, que tingui cura d’ell. Quan Juan entra a la cel·la de Javier, els dos es reconeixen i Juan surt corrent, seguit de Javier, que el colpeja amb un crucifix i es retira cap a la seva cel·la.
Preguntat pel prior, Javier revela que ell i Juan havien estat un cop molt bons amics, però que Juan l’havia traït. A continuació, relata aquesta història a través d’un flashback. Temps abans, Javier era un compositor. Ana, una jove que viu a la casa del costat, canta junt amb ell, però els seus pares l’obliguen a deixar la finestra. Quan un pretendent festeja l'Ana, Javier comprova que l’ha rebutjat, però els seus pares la fan fora de casa. Javier i la seva mare acullen Ana, i finalment Javier li proposa matrimoni.
Javier està feliç de veure el seu amic Juan tornar d’un llarg viatge, però a mesura que els dos amics i Ana passen temps junts, Juan sembla atret per Ana mentre la malaltia de Juan es fa més greu. Aparentment recuperat, Juan es sorprèn quan Javier li diu que hauria de marxar de nou i demana a Javier un vespre que ajudi el seu advocat a revisar algunes qüestions comercials. Sentint-se malalt, Javier torna a casa aviat només per trobar a Ana que s'allunya de l'abraçada de Juan. Javier colpeja Juan, que treu una pistola. Però quan Juan dispara, Ana corre entre els dos homes i és morta. A la seva cel·la del monestir, Javier conclou la seva història i demana l’absolució al prior. El prior, però, li diu a Javier que l’ha de demanar a Juan.
Juan també confessa i relata la seva versió dels fets descrits per Javier. Revela que ell i Ana havien estat enamorats abans de conèixer Javier, però es van veure obligats a separar-se. Ana continuava enamorada de Juan, però se sent obligada a casar-se amb Javier en agraïment pel seu suport a ella. Quan Javier es posa greument malalt, Ana creu que el matrimoni amb ell serà breu, però l'aparent recuperació de Javier porta a Juan a planejar allunyar-se d'Ana. Enviant a Javier al despatx del seu advocat, Javier aprofita l'ocasió per veure Ana per última vegada, però les emocions se senten superades i intenta besar-la. Just aleshores torna Javier, amb la mort resultant d’Ana.
Javier, ara greument malalt i mentalment superat, surt de la cel·la cap a l’orgue del monestir, on toca una versió dissonant de la cançó que abans havia estat component. Girant-se, veu reunits el prior i altres monjos i els contempla com a primitives figures grotesques a punt d’atacar-lo, i s'ensorra. Juan s'afanya a ell i agafa el seu antic amic mentre Javier mor. La darrera imatge és d’una creu sobre la porta, que suggereix una redempció.

## Repartiment
- Víctor Urruchúa.... Juan
- Carlos Villatoro.... Javier
- Magda Haller.... Ana
- M. Beltrán de Heder.... prior
- Emma Roldán.... Gertrudis

## Comentaris
Per a la història del cinema mexicà, els anys en què va sorgir el cinema sonor representen una etapa abundant en exemples d'experimentació formal i temàtica. Amb una llibertat gairebé total, els pioners del cinema sonor mexicà van explorar les possibilitats expressives del mitjà cinematogràfic i van realitzar diverses de les obres més audaces i inquietants de la nostra cinematografia.
La formació tècnica adquirida per alguns mexicans a Hollywood, l'arribada a Mèxic d'estrangers amb experiència cinematogràfica, més la influència estètica del cinema de Serguei Eisenstein i els directors de l'expressionisme alemany, van contribuir a la creació d'un ambient propici per al desenvolupament d'un cinema mexicà expressiu i audaç.
D'aquells anys daten diverses de les millors pel·lícules mexicanes. Algunes, com la trilogia Fernando de Fuentes integrada per El compadre Mendoza (1933), El prisionero trece (1933) i Vámonos con Pancho Villa (1935), destaquen per la seva aguda visió crítica del moviment revolucionari. Unes altres, com La mujer del puerto (1933) del rus Arcady Boytler, o Dos monjes, són cèlebres per la seva narrativa poc convencional i pel seu plantejament estètic de franc estil expressionista.
Dos monjes va ser, des de la seva concepció, un experiment visual. En paraules del seu director: "Vaig voler donar-li a la pel·lícula un clima irreal, fent-la entrar en un ambient expressionista. D'aquesta manera sentia que podia ampliar l'assumpte, aconseguir efectes cinematogràfics no comuns i cedir a la profunda influència que els mestres alemanys van segellar en la meva imaginació."
La pel·lícula va ser rebuda amb crítiques dividides, que alhora lloaven la seva atmosfera obsessiva com assenyalaven l’acartronament de les seves actuacions i l'anacronisme de la seva musicalització. Al seu pas per Mèxic, el surrealista André Breton va elogiar el film de Bustillo Oro qualificant-lo com "un experiment audaç i insòlit."

## Edició
El 2020 es va afegir Dos monjes a la Criterion Collection núm. 1048. El seu estil visual es va comparar amb l'expressionisme alemany per Criterion, que elogiava que fos "vívidament i intensament estilitzada". Charles Ramírez Berg la va anomenar un "misteri existencial […] una meditació meditadora sobre per què passaven les coses de la mateixa manera i una investigació inconclusa sobre si podrien haver passat d'una altra manera". L'ús de flashbacks que donen relacions contradictòries del mateix esdeveniment s'ha comparat amb Rashōmon (1950), que Dos monjes va precedir per 16 anys. D'altra banda, Carl J. Mora la va descartar com un "experiment tímid" a Mexican Films: A General History, 1896-1976 (1981).